# ОШ „Никола Тесла” Доња Пилица
Основна школа „Никола Тесла”  је основна школа у Доњој Пилици, град Зворник. Налази се на адреси Доња Пилица бб. Име је добила по Николи Тесли српском и америчком проналазач, инжењер електротехнике и машинства и футуриста, најпознатији по свом доприносу у пројектовању модерног система напајања наизменичном струјом.

## Историјат
Почела је да ради 1946, прво у кући Василија Иванића, потом у кући Пајке Стојановић, да би се на крају преселила у кућу Миће Ристића (некадашњи хан Душана Петронића). Школске 1951/1952.
уступљена јој је просторија у Дому културе. Права школска зграда подигнута је 1953. у засеоку Кула. Школа је радила као четворогодишња до 1953, а отад као шестогодишња. Школске 1971/1972. изграђена је нова школска зграда за осмогодишњу школу, која је носила назив "Мајевичке бригаде". У њеном саставу биле су подручне школе у селима Доњи Локањ (отворена 1950) и Горња Пилица (заселак Баре, 1959), те школа у Дому културе (угашена 1977). Први подаци о броју ученика биљеже се од школске 1972/1973. у школском љетопису, када их је било 857. Највише ученика школа је имала 1984/1985. године - 928. Нови објекат подручне школе у Доњем Локњу изграђен је 1989. године. Од 1993. носи назив ОШ "Никола Тесла", Пилица. Школске 1990/1991. имала је 527 ученика, 1996. - 440, а 2018/2019, као деветогодишња - 218 ученика, 26 наставника и два вјероучитеља православне
вјеронауке. Школа има спортску салу. Библиотека има 4.338 књига за ученике и 102 за наставнике.